# 55. Międzynarodowy Festiwal Filmowy w Wenecji
55. Międzynarodowy Festiwal Filmowy w Wenecji odbył się w dniach 3–13 września 1998 roku. Imprezę otworzył pokaz amerykańskiego filmu Szeregowiec Ryan w reżyserii Stevena Spielberga. W konkursie głównym zaprezentowano 20 filmów pochodzących z 12 różnych krajów.
Jury pod przewodnictwem włoskiego reżysera Ettore Scoli przyznało nagrodę główną festiwalu, Złotego Lwa, włoskiemu filmowi Echa dzieciństwa w reżyserii Gianniego Amelio. Drugą nagrodę w konkursie głównym, Nagrodę Specjalną Jury, przyznano rumuńskiemu filmowi Ostatni przystanek raj w reżyserii Luciana Pintilie.
Honorowego Złotego Lwa za całokształt twórczości odebrali amerykański aktor i reżyser Warren Beatty, włoska aktorka Sophia Loren oraz polski reżyser Andrzej Wajda.

## Członkowie jury

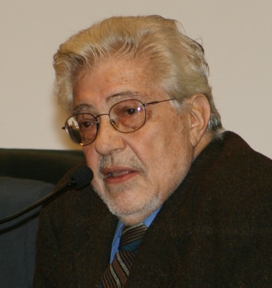
Przewodniczący jury konkursu głównego Ettore Scola.

### Konkurs główny
- Ettore Scola, włoski reżyser − przewodniczący jury[9][10]
- Héctor Babenco, brazylijski reżyser
- Šarūnas Bartas, litewski reżyser
- Kathryn Bigelow, amerykańska reżyserka
- Reinhard Hauff, niemiecki reżyser
- Danièle Heymann, francuska krytyczka filmowa
- Ismail Merchant, indyjski producent filmowy
- Luis Sepúlveda, chilijski pisarz
- Tilda Swinton, brytyjska aktorka

### Sekcja "Corto Cortissimo"
- Chiara Caselli, włoska aktorka − przewodnicząca jury
- Georges Benayoun, francuski producent filmowy
- Abel Ferrara, amerykański reżyser

## Selekcja oficjalna

### Otwarcie i zamknięcie festiwalu
|             | Tytuł              | Reżyseria        | Kraj produkcji    |
| ----------- | ------------------ | ---------------- | ----------------- |
| Otwierający | Szeregowiec Ryan   | Steven Spielberg | Stany Zjednoczone |
| Zamykający  | Czy jestem piękna? | Doris Dörrie     | Niemcy            |

### Konkurs główny
Następujące filmy zostały wyselekcjonowane do udziału w konkursie głównym o Złotego Lwa:
| Tytuł polski                  | Tytuł oryginalny                              | Reżyseria           | Kraj produkcji    |
| ----------------------------- | --------------------------------------------- | ------------------- | ----------------- |
| Czysta kpina                  | L'albero delle pere                           | Francesca Archibugi | Włochy            |
| Kochankowie z Kręgu Polarnego | Los amantes del círculo polar                 | Julio Medem         | Hiszpania         |
| Senator Bulworth              | Bulworth                                      | Warren Beatty       | Stany Zjednoczone |
| Jesienna opowieść             | Conte d'automne                               | Éric Rohmer         | Francja           |
| Echa dzieciństwa              | Così ridevano                                 | Gianni Amelio       | Włochy            |
| Czarny kot, biały kot         | Црна мачка, бели мачор Crna mačka, beli mačor | Emir Kusturica      | Jugosławia        |
| Taniec ulotnych marzeń        | Dancing at Lughnasa                           | Pat O'Connor        | Irlandia          |
| Ogrody Edenu                  | I giardini dell'Eden                          | Alessandro D'Alatri | Włochy            |
| Hilary i Jackie               | Hilary and Jackie                             | Anand Tucker        | Wielka Brytania   |
| Harmider                      | Hurlyburly                                    | Anthony Drazan      | Stany Zjednoczone |
| Biegnij, Lola, biegnij        | Lola rennt                                    | Tom Tykwer          | Niemcy            |
| Hotel New Rose                | New Rose Hotel                                | Abel Ferrara        | Stany Zjednoczone |
| Chmura                        | La nube                                       | Fernando Solanas    | Argentyna         |
| Mali nauczyciele              | I piccoli maestri                             | Daniele Luchetti    | Włochy            |
| Plac Vendôme                  | Place Vendôme                                 | Nicole Garcia       | Francja           |
| Hazardziści                   | Rounders                                      | John Dahl           | Stany Zjednoczone |
| Cisza                         | سکوت Sokout                                   | Mohsen Makhmalbaf   | Tadżykistan       |
| Ostatni przystanek raj        | Terminus Paradis                              | Lucian Pintilie     | Rumunia           |
| Tráfico                       | Tráfico                                       | João Botelho        | Portugalia        |
| Złodziej życia                | Voleur de vie                                 | Yves Angelo         | Francja           |

### Pokazy pozakonkursowe
Następujące filmy zostały wyświetlone na festiwalu w ramach pokazów pozakonkursowych:
| Tytuł polski                    | Tytuł oryginalny                 | Reżyseria                | Kraj produkcji    |
| ------------------------------- | -------------------------------- | ------------------------ | ----------------- |
| Ballada o czyścicielach szyb    | La ballata dei lavavetri         | Peter Del Monte          | Włochy            |
| Czy jestem piękna?              | ¿Bin ich schön?                  | Doris Dörrie             | Niemcy            |
| Celebrity                       | Celebrity                        | Woody Allen              | Stany Zjednoczone |
| Stracona miłość                 | Del perduto amore                | Michele Placido          | Włochy            |
| Elizabeth                       | Elizabeth                        | Shekhar Kapur            | Wielka Brytania   |
| Przypadki i zbiegi okoliczności | Hasards ou coïncidences          | Claude Lelouch           | Francja           |
| Incontri proibiti               | Incontri proibiti                | Alberto Sordi            | Włochy            |
| Szeregowiec Ryan                | Saving Private Ryan              | Steven Spielberg         | Stany Zjednoczone |
| Córka żołnierza nie płacze      | A Soldier's Daughter Never Cries | James Ivory              | Stany Zjednoczone |
| Śmiejesz się                    | Tu ridi                          | Paolo i Vittorio Taviani | Włochy            |

### Sekcja "Notti e stelle"
Następujące filmy zostały wyświetlone na festiwalu w ramach pozakonkursowej sekcji "Notti e stelle":
| Tytuł polski          | Tytuł oryginalny        | Reżyseria          | Kraj produkcji    |
| --------------------- | ----------------------- | ------------------ | ----------------- |
| Następny dzień w raju | Another Day in Paradise | Larry Clark        | Stany Zjednoczone |
| Uczeń szatana         | Apt Pupil               | Bryan Singer       | Stany Zjednoczone |
| Gra o honor           | He Got Game             | Spike Lee          | Stany Zjednoczone |
| Lautrec               | Lautrec                 | Roger Planchon     | Francja           |
| Co z oczu, to z serca | Out of Sight            | Steven Soderbergh  | Stany Zjednoczone |
| Morderstwo doskonałe  | A Perfect Murder        | Andrew Davis       | Stany Zjednoczone |
| Zbrodnia doskonała    | Poodle Springs          | Bob Rafelson       | Stany Zjednoczone |
| Radiofreccia          | Radiofreccia            | Luciano Ligabue    | Włochy            |
| Ronin                 | Ronin                   | John Frankenheimer | Stany Zjednoczone |
| Truman Show           | The Truman Show         | Peter Weir         | Stany Zjednoczone |
| Purpurowe skrzypce    | Le violon rouge         | François Girard    | Kanada            |

## Laureaci nagród

### Konkurs główny
Złoty Lew
- Echa dzieciństwa, reż. Gianni Amelio

Grand Prix Jury
- Ostatni przystanek raj, reż. Lucian Pintilie

Srebrny Lew dla najlepszego reżysera
- Emir Kusturica − Czarny kot, biały kot

Puchar Volpiego dla najlepszej aktorki
- Catherine Deneuve − Plac Vendôme

Puchar Volpiego dla najlepszego aktora
- Sean Penn − Harmider

Złota Osella za najlepszy scenariusz
- Éric Rohmer − Jesienna opowieść

Złota Osella za najlepsze zdjęcia
- Luca Bigazzi − Czysta kpina i Echa dzieciństwa

Złota Osella za najlepszą muzykę
- Gerardo Gandini − Chmura

Nagroda im. Marcello Mastroianniego dla początkującego aktora lub aktorki
- Niccolò Senni − Czysta kpina

### Wybrane pozostałe nagrody
Złoty Medal Przewodniczącego Senatu Włoch
- Cisza, reż. Mohsen Makhmalbaf

Nagroda w sekcji "Międzynarodowy Tydzień Krytyki"
- Osieroceni, reż. Peter Mullan

Nagroda FIPRESCI
- Najlepszy film:  Beczka prochu, reż. Goran Paskaljević
- Najlepszy debiut reżyserski:  Pociąg życia, reż. Radu Mihăileanu

Nagroda im. Francesco Pasinettiego (SNGCI - Narodowego Stowarzyszenia Włoskich Krytyków Filmowych)
- Najlepszy włoski aktor:  Kim Rossi Stuart − Ogrody Edenu
- Najlepsza włoska aktorka:  Giovanna Mezzogiorno − Stracona miłość

Nagroda OCIC (Międzynarodowej Katolickiej Organizacji ds. Filmu i Sztuk Audiowizualnych)
- Czysta kpina, reż. Francesca Archibugi

Nagroda UNICEF-u
- Czysta kpina, reż. Francesca Archibugi

Nagroda UNESCO
- Pułkownik Bunkier, reż. Kujtim Çashku
  - Wyróżnienie Specjalne:  Chmura, reż. Fernando Solanas

Honorowy Złoty Lew za całokształt twórczości
- Warren Beatty
- Sophia Loren
- Andrzej Wajda